# Антоні Панньє
Антоні Панньє (фр. Anthony Pannier, 7 вересня 1988) — французький плавець.
Учасник Олімпійських Ігор 2012 року.
Призер Чемпіонату Європи з плавання на короткій воді 2012 року.